# Robert al IV-lea de Dreux
Robert al IV-lea (n. 1241–d. 1282) a fost conte de Dreux, Braine și Montfort-l'Amaury.
Robert a fost fiul contelui Ioan I de Dreux cu Maria de Bourbon.
Robert a luptat alături de regele Filip al III-lea al Franței în 1272, în cadrul expediției acestuia din Languedoc și a fost prezent la cucerirea Foix.
În 1260, el s-a căsătorit cu Beatrice de Montfort, fiică a contelui Ioan I de Montfort cu Ioana de Chateaudun, și nepoată a lui Amalric de Montfort. Fiul lor Ioan îl va moșteni pe Robert, în vreme ce fiica cea mare Iolanda (n. 1263–d. 1322) se va căsători cu regele Alexandru al III-lea al Scoției, iar apoi cu ducele Artur al II-lea de Bretania.

## Urmași
1. Maria (n. 1261–d. 1276), căsătorită în 1275 cu Matei al IV-lea de Montmorency
2. Iolanda, contesă de Montfort (n. 1263–d. 1323), căsătorită prima dată la 15 octombrie 1285 cu regele Alexandru al III-lea al Scoției, iar a doua oară în 1292 cu ducele Artur al II-lea de Bretania
3. Ioan (n. 1265–d. 1309), căsătorit mai întâi cu Ioana de Beaujeu, seniorină de Montpensier (d. 1308), iar apoi în 1308 cu Perrenelle de Sully
4. Ioana, devenită contesă de Braine, căsătorită mai întâi cu contele Ioan al IV-lea de Roucy, iar a doua oară cu Ioan de Bar
5. Beatrice (n. 1270–d. 1328), abatesă de Pont-Royal
6. Robert, senior de Cateau-du-Loire